# Lijst Hilbrand Nawijn
Lijst Hilbrand Nawijn is een lokale politieke partij in de Nederlandse gemeente Zoetermeer. Deze partij deed voor het eerst mee aan de gemeenteraadsverkiezingen van 2006 en kwam met vijf zetels de gemeenteraad binnen. De oprichter en fractievoorzitter is voormalig minister en Tweede Kamerlid Hilbrand Nawijn. De partij zegt zich te profileren door te hameren op veiligheid, een gunstig ondernemersklimaat en efficiëntere besluitvorming.

## In het college
Na de gemeenteraadsverkiezingen van 2006 kwam de LHN in de oppositie. Na de gemeenteraadsverkiezingen van 2010 werd een nieuw college van B&W gevormd in Zoetermeer, bestaande uit PvdA, VVD, D66, CDA en de LHN. Namens de LHN werd Mariëtte van Leeuwen wethouder. Ook na de gemeenteraadsverkiezingen van 2014 bleef de LHN deel uitmaken van het college en bleef Van Leeuwen wethouder.
Na de verkiezingen van 2018 nam Margreet van Driel namens de LHN het wethouderschap over van Van Leeuwen, in 2022 gevolgd door haar partijgenoot Ronald Weerwag. Van Leeuwen werd in juli 2023 gedeputeerde namens de BoerBurgerBeweging (BBB) in de provincie Zuid-Holland.